# Programa Erasmus

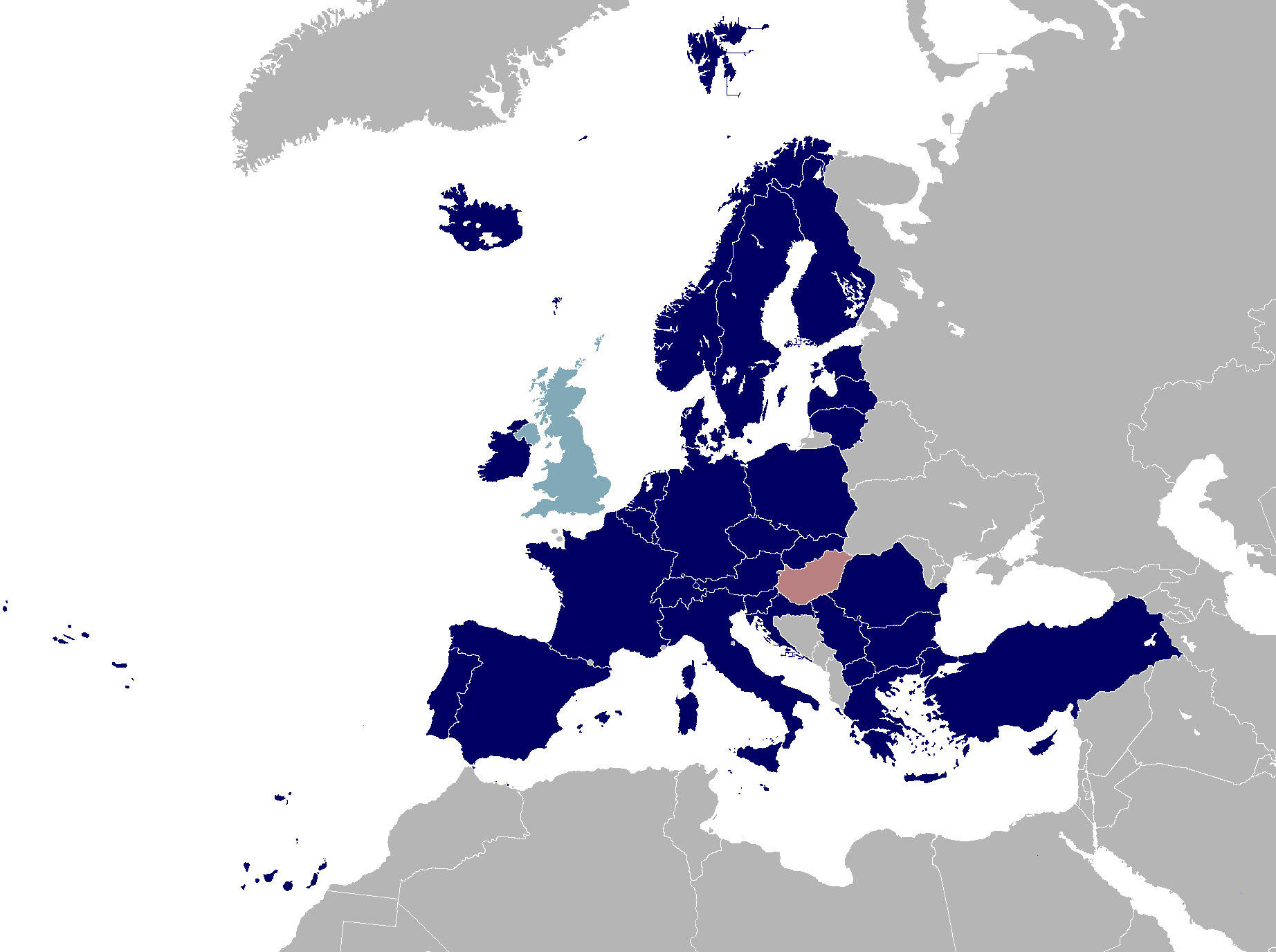
Países adheridos al Programa Erasmus (en azul fuerte) Antiguo participante (en azul claro)

El programa Erasmus+ (acrónimo oficial del inglés; European Region Action Scheme for the Mobility of University Students – "Plan de Acción de la Comunidad Europea para la Movilidad de Estudiantes Universitarios"), es un programa educativo de la Comisión Europea concebido para promover y financiar la movilidad académica de los estudiantes y docentes europeos dentro de la Unión Europea, fomentando el intercambio social, cultural, lingüístico y deportivo. Está gestionado por la Dirección General de Educación, Juventud, Deporte y Cultura (DG EAC) de la Comisión, habiendo un plan de acción de la Agencia Ejecutiva Europea de Educación y Cultura y otras administraciones públicas, centros educativos y universidades de la Unión Europea, Suiza, Macedonia del Norte, Turquía y de los países del Espacio Económico Europeo. 
Fue creado en 1987 por iniciativa de la asociación estudiantil AEGEE Europe, fundada por Franck Biancheri (más tarde presidente del partido transeuropeo Newropeans) y promovida y posteriormente apadrinada por el Comisario europeo de Educación de la Comisión Delors, Manuel Marín, con el especial apoyo del presidente de la República Francesa, François Mitterrand y del Gobierno de España, Felipe González. El programa se integró en 1995 en un plan de mayor envergadura, un plan llamado Sócrates, desarrollado desde el año 2000 en el plan Sócrates II.
Está orientado a la enseñanza superior y tiene como objetivo «mejorar la calidad y fortalecer la dimensión europea de la enseñanza superior fomentando la cooperación transnacional entre universidades, estimulando la movilidad en Europa y mejorando la transparencia y el pleno reconocimiento académico de los estudios y cualificaciones en toda la Unión». Fue elegido dicho acrónimo porque coincide con el nombre en latín del filósofo, teólogo, y humanista Erasmo de Róterdam (1465-1536).
En 2007, el programa Sócrates II entró en su tercera fase denominada LLP (acrónimo de Lifelong Learning Programme) contando con un presupuesto de 7000 millones de euros para el periodo comprendido entre 2007 y 2013. Este programa a su vez está basado en cuatro subprogramas: Comenius para estudiantes del colegio, Erasmus, Leonardo da Vinci para la formación profesional y Grundtvig dirigido a estudiantes adultos.
Desde el año 2014 el programa continúa denominado Erasmus+ como parte de la Estrategia Europea 2020.

Participan 2199 instituciones académicas de grado superior en la iniciativa Erasmus en 31 países, los cuales están involucrados en el programa Sócrates.

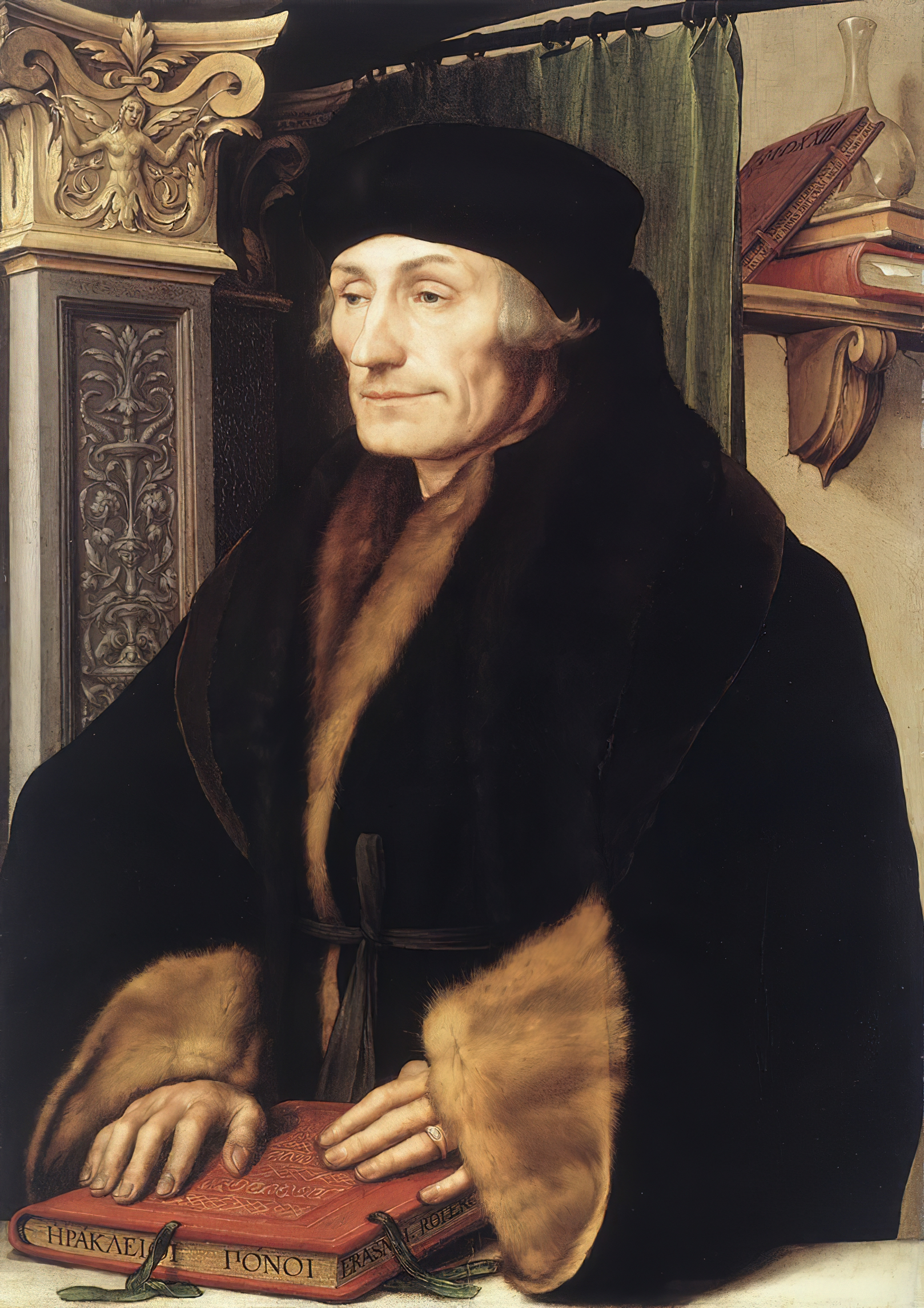
El humanista Erasmo de Róterdam nombra y sirve de icono al programa.

## Erasmus para y por los estudiantes  del mundo
Los requisitos previos que deben cumplir los estudiantes para participar en el programa Erasmus son los siguientes: Estar cursando una carrera universitaria, de grado medio o superior y haber completado su primer año de formación. Además de esto, deben ser ciudadanos de uno de los Estados miembros asociados al programa Sócrates.
Los estudiantes seleccionados para el programa Erasmus cursarán sus estudios durante un periodo de tres a doce meses en otro país europeo que computarán y serán reconocidos en su universidad de origen cuando regresen. Algunos de los países participantes son Finlandia, Serbia, Italia y España.
Los estudiantes pueden también solicitar una beca Erasmus como ayuda económica por el coste adicional de vivir en el extranjero. En todos los países se ofrecen clases de apoyo en el idioma del país para facilitar al estudiante su integración en la nación de acogida.

## Erasmus Mundus
Patrocinado por la Comisión Europea y aprobado por la Decisión 2317/CE del Parlamento y el Consejo de la Unión Europea el 5 de diciembre de 2003, constituye una importante línea estratégica de la Comisión europea para la internacionalización y la modernización de las universidades y titulaciones para la promoción y el fomento de la excelencia universitaria.

## Estadísticas
El primer destino, es decir, el más elegido por los estudiantes para realizar su proyecto de movilidad Erasmus, es la Universidad de Granada, la universidad andaluza  tiene un alto nivel de preparación de sus profesores y un alto nivel de cursos y servicios prestados a los estudiantes. Este conjunto de factores, sumados a la amplísima presencia de población joven en la ciudad (más de 70.000 estudiantes frente a una población total de unos 228.000 habitantes) la convierten en el destino más popular, con más de 2.000 estudiantes europeos que viajan cada año para estudiar en la ciudad gracias al programa Erasmus.

## La cuantía de la beca Erasmus en España
La beca Erasmus cuenta con tres componentes principales: 
En primer lugar, todos los estudiantes Erasmus reciben una ayuda de la Unión Europea de entre 200 y 300 euros al mes. A nivel nacional, el Ministerio de Educación, Cultura y Deporte concedía ayudas a los estudiantes Erasmus de 185 euros al mes como máximo, dependiendo de la situación económica de cada estudiante, cosa que a fecha de 29 de octubre de 2013 se cambió, pudiendo recibir esta aportación sólo de haber sido beneficiario de una beca del Ministerio en el curso anterior, cambio que fue acogido con gran discrepancia al hacerse con carácter retroactivo, obligando a miles de Erasmus españoles asentados en su destino a plantearse al regreso a España por no poder hacer frente al gasto. Por último, algunas comunidades autónomas también conceden ayudas, cuya cuantía depende de cada región.
En total, un estudiante Erasmus puede reunir entre 200 y 800 euros al mes, según su situación financiera familiar y la comunidad autónoma en la que resida.

## Iniciativa para más Erasmus
Fraternité2020 es una iniciativa registrada por la Comisión Europea el 9 de mayo de 2012. Su objetivo es conseguir que el 3% del presupuesto de la UE sea dedicado a programas como por ejemplo el programa Erasmus a partir de 2014 (el porcentaje actual es del 1,2 %). Para tener éxito, es necesario reunir 1 millón de firmas y su plazo concluye en noviembre de 2013.

## La "Experiencia Erasmus"

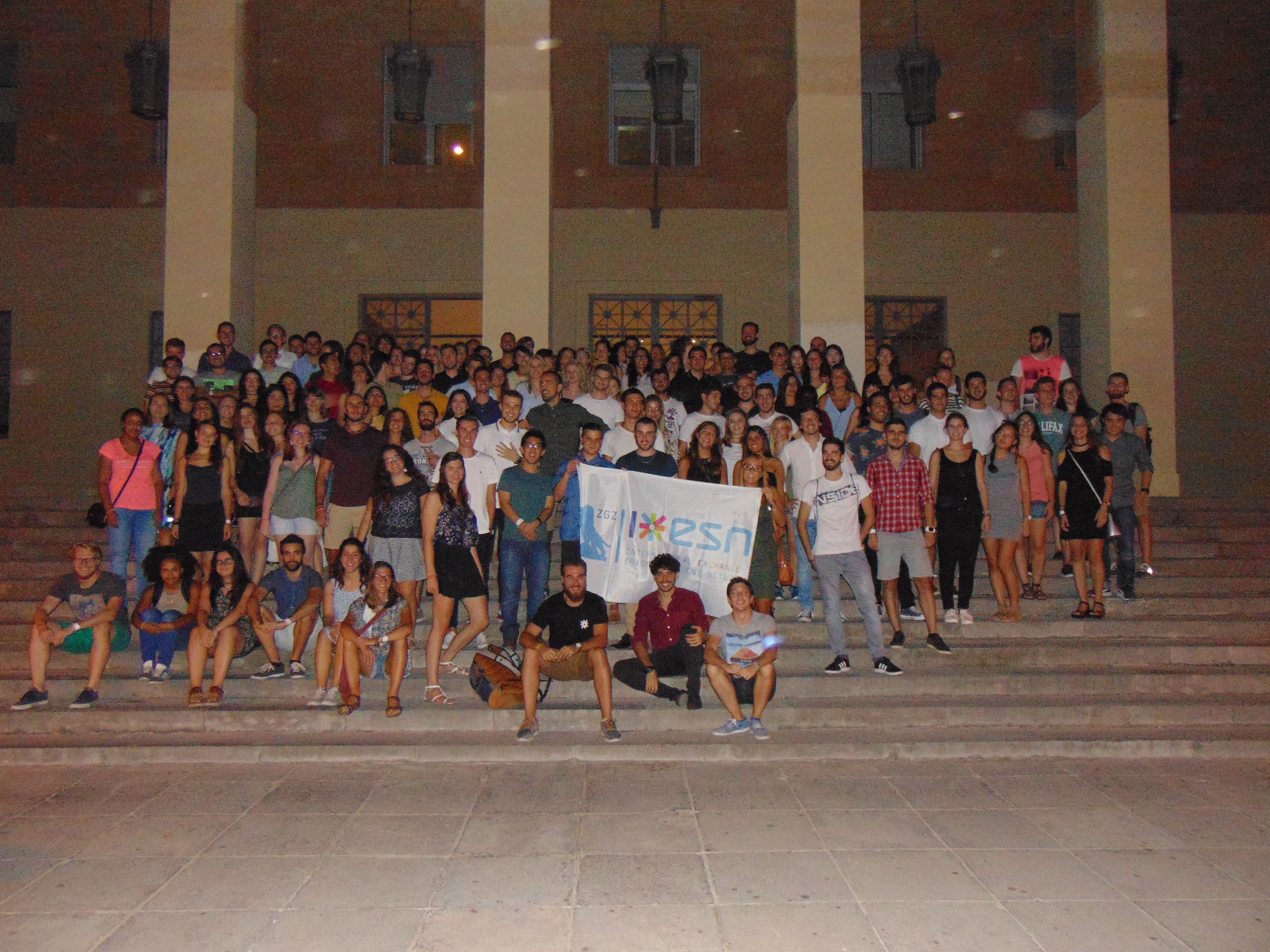
Foto de familia de los Erasmus miembros de ESN Zaragoza en las escalinatas de la Facultad de Derecho (septiembre de 2016).

Para muchos universitarios europeos y de otras nacionalidades, los programas Erasmus y Erasmus Mundus les ofrecen la ocasión de vivir por primera vez en un país extranjero. Por esta razón se ha convertido en un fenómeno social y cultural que es popular entre los estudiantes y se ha convertido incluso en tema de películas como por ejemplo Una casa de locos (L'Auberge espagnole) (en Argentina, el filme Piso compartido), en el que se relata la experiencia de seis estudiantes Erasmus que residen en Barcelona (España) en un piso compartido y cómo descubrirán hasta qué punto la identidad de Europa existe a través de una cierta heterogeneidad. Por otro lado, en 2012, se publicó Aquel año Erasmus, libro en el que se narran las aventuras de un estudiante donostiarra en Bruselas, profundizando más en los sentimientos que surgen en el estudiante Erasmus.
El programa fomenta el aprendizaje, la cultura y las costumbres del país anfitrión. La experiencia de Erasmus se define como una época de aprendizaje y fomento de la vida social. Las llamadas "fiestas Erasmus" que se celebran en las ciudades anfitrionas son conocidas en los ambientes universitarios de toda Europa por ser acontecimientos bulliciosos y multilingües.
La importancia que tiene este programa ha desbordado el mundo académico europeo, reconocido como un elemento importante para fomentar la cohesión y el conocimiento de la Unión Europea entre la población joven. Esto ha hecho que se haya acuñado el término "generación Erasmus" para distinguir a esos estudiantes universitarios que a través de esta experiencia han creado lazos de amistad transfronterizos y poseen una clara conciencia ciudadana europea.
El programa de intercambio Erasmus de la Unión Europea ha sido galardonado con el Premio Príncipe de Asturias de Cooperación Internacional 2004 por ser uno de los programas de intercambio cultural más importantes de la historia de la humanidad.

## Erasmus + KA1
Erasmus + KA1 es un programa europeo que está teniendo gran influencia en el campo de la educación, la formación, la juventud y el deporte durante el período 2014-2020. Este programa proporciona subvenciones a un gran número de proyectos, entre los cuales está el de ofrecer cursos de formación a personal docente, además de dar la oportunidad a los estudiantes de llevar a cabo prácticas, siempre y cuando se den en el extranjero.
El programa ofrece una oportunidad única para que los docentes, formadores, maestros, directores y demás personal de los centros de educación participen en cursos de formación internacionales en los diferentes países europeos. La institución de origen del personal podrá hacer una aplicación para recibir la subvención Erasmus y así enviar a su personal a la formación en el extranjero.
Las instituciones que participan en la Acción Clave 1 (KA1 Movilidad de las personas por motivos de aprendizaje) se pueden consultar a través de su Agencia Nacional Erasmus+.
A cada profesor o miembro del personal docente enviado al extranjero para un proyecto de movilidad Erasmus+ le conceden:
- Una suma fija, que depende de la distancia entre la ciudad y la sede del curso, para cubrir los gastos de viaje.
- Una suma fija diaria de entre 60 y 180€ (dependiendo de su Agencia Nacional) para cubrir los gastos de estancia (es decir, alojamiento, manutención y transporte local).
- Una suma fija diaria de 70€ para cubrir el coste del curso (hasta un máximo de 700 €)
- Una cantidad de 350 euros (si va a enviar un máximo de 100 miembros del personal) para cubrir los gastos directamente relacionados con la aplicación de la formación, incluida la preparación (pedagógica, intercultural, lingüística), el seguimiento y el apoyo de los participantes durante la movilidad, la validación de los resultados de aprendizaje y las actividades de difusión.
- Fondos adicionales para cubrir el 100% de los costes directamente relacionados con participantes con discapacidad y personas acompañantes.[14]